# Cal Crutchlow
Calvin "Cal" Crutchlow (Coventry, Inglaterra, 29 de octubre de 1985) es un piloto británico de motociclismo retirado que actualmente se desempeña como piloto de pruebas del Monster Energy Yamaha MotoGP.

## Carrera
Entre los 13 y 17 años compartió las motos con el fútbol, ya que jugaba como delantero en las categorías inferiores del Aston Villa. Llegó a enfrentarse con Wayne Rooney cuando este jugaba en el Everton junior, en ese partido Cal marcó dos goles y Wayne otros dos venciendo el Everton por 2-3.
Fue campeón de la Junior Challenge británica a los 14 años.
Crutchlow disputó el Campeonato Británico de Supersport entre 2004 y 2006 con Honda, obteniendo el título en su tercera temporada. Luego corrió en el Campeonato Británico de Superbikes en 2007 con Suzuki, donde quedó noveno, y en 2008 de vuelta con Honda, terminando tercero.

### Campeonato Mundial de Supersport
El 23 de septiembre de 2008, se anunció que Crutchlow había firmado un contrato para competir con el equipo oficial Yamaha, el Yamaha World Supersport Team, equipo dirigido por Wilco Zeelenberg, en la temporada 2009 del Campeonato Mundial de Supersport. Terminó entre los cuatro primeros en las primeras nueve carreras hasta que sufrió una falla mecánica mientras lideraba en Brno, y se encontró con un gran rival en la forma de Eugene Laverty y el Parkalgar Honda. Crutchlow lideró el campeonato hasta que una falla en la caja de cambios mientras lideraba en Imola significó que Eugene Laverty se acercó a menos de 3 puntos. Sin embargo, en Magny-Cours, después de una salida intensa, Laverty se cayó, pero levantó su motocicleta y quedó 19 puntos detrás de Crutchlow con una carrera en Portimão por disputar. Laverty ganó en Portugal, pero un cuarto puesto de Crutchlow fue suficiente para asegurarle el Campeonato Mundial de Supersport de 2009.

### Campeonato Mundial de Superbikes
El piloto consiguió una plaza en el equipo oficial de Yamaha para disputar el Campeonato Mundial de Superbikes 2010. Logró tres victorias y diez podios en 26 carreras, por lo que concluyó quinto.

### MotoGP
Crutchlow fichó por el equipo Yamaha Tech 3 para correr en la clase MotoGP del Campeonato Mundial de Motociclismo 2011. Logró un cuarto lugar en la última carrera, y terminó 12.º. En 2012, obtuvo dos terceros puestos, tres cuartos y cuatro quintos con Yamaha Tech 3, por lo que alcanzó la séptima posición final. El piloto logró cuatro podios, dos cuartos puestos, tres quintos y tres sextos en 2013, de modo que acabó quinto en el campeonato.
El 2 de agosto  de 2013, se anunció que Crutchlow había firmado un contrato de dos años con el Ducati Team , como compañero de equipo de Andrea Dovizioso. El comienzo de su temporada estuvo plagado de problemas. Un problema en el transpondedor hizo que la electrónica de su Ducati Desmosedici GP14 se comportara de manera extraña durante la primera carrera de la temporada en Catar, donde terminó en sexto lugar. Experimentó problemas con los neumáticos y luego se cayó de la siguiente carrera en Austin. En el accidente sufrió una lesión en la mano, lo que provocó que se perdiera el Gran Premio de Argentina. Regresó en Jerez, pero se vio obligado a retirarse tras tres vueltas, debido a problemas con los frenos.
El 2 de agosto de 2014, exactamente un año después de unirse al equipo, se anunció que Crutchlow dejaría Ducati. Más tarde, ese mismo día, se anunció que Crutchlow había firmado por el LCR Honda para la temporada 2015, montando la RC213V con especificación de fábrica, reemplazando a Stefan Bradl. Su primer y único podio con Ducati se dio en el Gran Premio de Aragón en donde pasada mitad de carrera comenzó a llover y muchos entraron a cambiar de moto, siendo uno de estos Crutchlow quien se vio favorecido por las caídas de varios pilotos de adelante y su buen manejo sobre mojado, lo que le permitió terminar tercero detrás de Aleix Espargaró y Jorge Lorenzo.
Ganó su primera carrera en la categoría MotoGP en el Gran Premio de República Checa 2016, siendo el único británico en conseguir una victoria en 35 años.
El 13 de noviembre de 2020, Yamaha anunció el fichaje de Crutchlow como piloto de pruebas del equipo para 2021 en sustitución del español Jorge Lorenzo.
El 28 de julio de 2021, el Petronas Yamaha SRT anunció que Crutchlow sería el piloto que reemplazara a Franco Morbidelli en los grandes premios de Estiria, Austria y Gran Bretaña. En las dos rondas celebradas en el Red Bull Ring terminó en ambas en la decimoséptima posición. El 20 de agosto, ante el divorcio total entre Maverick Viñales y el Monster Energy Yamaha MotoGP, el equipo japonés decidió que Crutchlow ocupara esa moto en Silverstone y Aragón y su lugar en el Petronas Yamaha SRT fuera ocupado por su compariota Jake Dixon.
El 12 de noviembre de 2021, Lin Jarvis, gerente general del Yamaha Motor Racing anunció la continuidad de Crutchlow como piloto de pruebas de Yamaha en 2022.
El 31 de enero de 2022, el Monster Energy Yamaha MotoGP anunció la renovación del contrato de Crutchlow como piloto probador del equipo hasta el final de la temporada 2023.

## Estadísticas

### Campeonatos Británicos

#### Campeonato Británico de Supersport
| Año  | Marca | 1       | 2       | 3       | 4     | 5     | 6      | 7     | 8     | 9     | 10      | 11      | 12      | 13     | Pos  | Pts |
| ---- | ----- | ------- | ------- | ------- | ----- | ----- | ------ | ----- | ----- | ----- | ------- | ------- | ------- | ------ | ---- | --- |
| 2004 | Honda | SIL 7   | BHI Ret | SNE Ret | OUL 5 | MON 5 | SNE 15 | BHGP  | KNO 7 | MAL 7 | CRO 9   | CAD Ret | OUL 7   | DON 7  | 10.º | 75  |
| 2005 | Honda | BHI Ret | THR 7   | MAL 4   | OUL 2 | MON 4 | CRO    | KNO 8 | SNE 3 | SIL 3 | CAD 1   | OUL 1   | DON Ret | BHGP 3 | 3.º  | 161 |
| 2006 | Honda | BHI 2   | DON 1   | THR 3   | OUL 2 | MON   | MAL 1  | SNE 2 | KNO 1 | OUL 1 | CRO Ret | CAD 3   | SIL 1   | BHGP 1 | 1.º  | 242 |

#### Por temporada
| Temp. | Moto                | Equipo         | N.º | Carreras | Victorias | Podios | Poles | V.Ráp. | Pts | Pos |
| ----- | ------------------- | -------------- | --- | -------- | --------- | ------ | ----- | ------ | --- | --- |
| 2007  | Suzuki GSX-R1000 K7 | Rizla Suzuki   | 35  | 26       | 0         | 1      | 1     | 0      | 152 | 9.º |
| 2008  | Honda CBR1000RR     | HM Plant Honda | 35  | 24       | 2         | 12     | 4     | 3      | 318 | 3.º |
| Total |                     |                |     | 50       | 2         | 13     | 5     | 3      | 470 |     |

##### Carreras por año
(Carreras en negrita indica pole position, carreras en cursiva indica vuelta rápida)
| Año  | Marca  | 1      | 1      | 2     | 2       | 3      | 3       | 4     | 4       | 5     | 5       | 6     | 6       | 7      | 7       | 8     | 8       | 9       | 9     | 10    | 10     | 11    | 11    | 12      | 12      | 13    | 13    | Pos | Pts |
| Año  | Marca  | R1     | R2     | R1    | R2      | R1     | R2      | R1    | R2      | R1    | R2      | R1    | R2      | R1     | R2      | R1    | R2      | R1      | R2    | R1    | R2     | R1    | R2    | R1      | R2      | R1    | R2    | Pos | Pts |
| ---- | ------ | ------ | ------ | ----- | ------- | ------ | ------- | ----- | ------- | ----- | ------- | ----- | ------- | ------ | ------- | ----- | ------- | ------- | ----- | ----- | ------ | ----- | ----- | ------- | ------- | ----- | ----- | --- | --- |
| 2007 | Suzuki | BRH 13 | BRH 18 | THR 7 | THR Ret | SIL 11 | SIL 7   | OUL 7 | OUL Ret | SNE 8 | SNE Ret | MON 8 | MON Ret | KNO 11 | KNO Ret | OUL 5 | OUL Ret | MAL 9   | MAL 5 | CRO 4 | CRO 13 | CAD 5 | CAD 4 | DON Ret | DON Ret | BHI 5 | BHI 3 | 9.º | 152 |
| 2008 | Honda  | BRH C  | BRH C  | THR 2 | THR 1   | OUL 6  | OUL Ret | BRH 3 | BRH 1   | DON 6 | DON 3   | SNE 4 | SNE 3   | MAL 3  | MAL 3   | OUL 6 | OUL 2   | KNO Ret | KNO 7 | CAD 5 | CAD 13 | CRO 4 | CRO 3 | SIL 2   | SIL Ret | BHI 2 | BHI 4 | 3.º | 318 |

### Campeonato Mundial de Supersport

#### Por temporada
| Temp. | Moto           | Equipo                       | N.º | Carreras | Victorias | Podios | Poles | V.Ráp. | Pts | Pos  |
| ----- | -------------- | ---------------------------- | --- | -------- | --------- | ------ | ----- | ------ | --- | ---- |
| 2005  | Honda CBR600RR | Northpoint Eckerold Honda    | 85  | 2        | 0         | 0      | 0     | 0      | 6   | 27.º |
| 2006  | Honda CBR600RR | Northpoint Eckerold Honda    | 53  | 1        | 0         | 0      | 0     | 0      | 11  | 29.º |
| 2009  | Yamaha YZF-R6  | Yamaha World Supersport Team | 35  | 14       | 5         | 10     | 10    | 9      | 243 | 1.º  |
| Total |                |                              |     | 17       | 5         | 10     | 10    | 9      | 260 |      |

#### Carreras por año
| Año  | Marca  | 1     | 2     | 3     | 4     | 5       | 6     | 7     | 8      | 9     | 10      | 11    | 12      | 13    | 14    | Pos | Pts | Ref    |
| ---- | ------ | ----- | ----- | ----- | ----- | ------- | ----- | ----- | ------ | ----- | ------- | ----- | ------- | ----- | ----- | --- | --- | ------ |
| 2005 | Honda  | QAT   | AUS   | ESP   | ITA   | EUR Ret | SMR   | CZE   | GBR 10 | NED   | GER     | ITA   | FRA     |       |       | 27° | 6   | [ 31 ] |
| 2006 | Honda  | QAT   | AUS   | ESP   | ITA   | EUR     | SMR   | CZE   | GBR 5  | NED   | GER     | ITA   | FRA     |       |       | 29° | 11  | [ 32 ] |
| 2009 | Yamaha | AUS 4 | QAT 3 | SPA 1 | NED 2 | ITA 1   | RSA 2 | USA 3 | SMR 1  | GBR 1 | CZE Ret | GER 1 | ITA Ret | FRA 2 | POR 4 | 1°  | 243 |        |

### Campeonato Mundial de Superbikes

#### Por temporada
| Temp. | Moto            | Equipo                  | N.º | Carreras | Victorias | Podios | Poles | V.Ráp. | Pts | Pos  |
| ----- | --------------- | ----------------------- | --- | -------- | --------- | ------ | ----- | ------ | --- | ---- |
| 2008  | Honda CBR1000RR | HM Plant Honda          | 35  | 4        | 0         | 1      | 0     | 0      | 27  | 23.º |
| 2010  | Yamaha YZF-R1   | Yamaha Sterilgarda Team | 35  | 26       | 3         | 10     | 6     | 8      | 284 | 5.º  |
| Total |                 |                         |     | 30       | 3         | 11     | 6     | 8      | 311 |      |

#### Carreras por año
(Carreras en negrita indica pole position, carreras en cursiva indica vuelta rápida)
| Año  | Marca  | 1       | 1     | 2      | 2     | 3     | 3     | 4     | 4       | 5     | 5       | 6     | 6     | 7      | 7     | 8       | 8     | 9     | 9      | 10    | 10    | 11      | 11    | 12     | 12    | 13    | 13    | 14      | 14    | Pos | Pts | Ref    |
| Año  | Marca  | R1      | R2    | R1     | R2    | R1    | R2    | R1    | R2      | R1    | R2      | R1    | R2    | R1     | R2    | R1      | R2    | R1    | R2     | R1    | R2    | R1      | R2    | R1     | R2    | R1    | R2    | R1      | R2    | Pos | Pts | Ref    |
| ---- | ------ | ------- | ----- | ------ | ----- | ----- | ----- | ----- | ------- | ----- | ------- | ----- | ----- | ------ | ----- | ------- | ----- | ----- | ------ | ----- | ----- | ------- | ----- | ------ | ----- | ----- | ----- | ------- | ----- | --- | --- | ------ |
| 2008 | Honda  | QAT     | QAT   | AUS    | AUS   | ESP   | ESP   | NED   | NED     | ITA   | ITA     | USA   | USA   | GER    | GER   | SMR     | SMR   | CZE   | CZE    | GBR   | GBR   | EUR Ret | EUR 2 | ITA    | ITA   | FRA   | FRA   | POR Ret | POR 9 | 23° | 27  | [ 33 ] |
| 2010 | Yamaha | AUS Ret | AUS 9 | POR 14 | POR 3 | SPA 7 | SPA 9 | NED 8 | NED Ret | ITA 3 | ITA Ret | RSA 8 | RSA 4 | USA 11 | USA 3 | SMR Ret | SMR 4 | CZE 3 | CZE 14 | GBR 1 | GBR 1 | GER 3   | GER 4 | ITA 10 | ITA 3 | FRA 1 | FRA 2 |         |       | 5°  | 284 | [ 34 ] |

### Campeonato del Mundo de Motociclismo

#### Por temporada
| Temp. | Cat.   | Moto   | Equipo                       | N.º   | Carreras | Victorias | Podios | Poles | V.Ráp. | Pts  | Pos  |
| ----- | ------ | ------ | ---------------------------- | ----- | -------- | --------- | ------ | ----- | ------ | ---- | ---- |
| 2011  | MotoGP | Yamaha | Monster Yamaha Tech 3        | 35    | 16       | 0         | 0      | 0     | 0      | 70   | 12.º |
| 2012  | MotoGP | Yamaha | Monster Yamaha Tech 3        | 35    | 18       | 0         | 2      | 0     | 1      | 151  | 7.º  |
| 2013  | MotoGP | Yamaha | Monster Yamaha Tech 3        | 35    | 18       | 0         | 4      | 2     | 0      | 188  | 5.º  |
| 2014  | MotoGP | Ducati | Ducati Team                  | 35    | 17       | 0         | 1      | 0     | 0      | 74   | 13.º |
| 2015  | MotoGP | Honda  | CWM LCR Honda                | 35    | 18       | 0         | 1      | 0     | 0      | 125  | 8.º  |
| 2016  | MotoGP | Honda  | LCR Honda                    | 35    | 18       | 2         | 4      | 1     | 3      | 141  | 7°   |
| 2017  | MotoGP | Honda  | LCR Honda                    | 35    | 18       | 0         | 1      | 0     | 0      | 112  | 9°   |
| 2018  | MotoGP | Honda  | LCR Honda Castrol            | 35    | 15       | 1         | 3      | 1     | 0      | 148  | 7°   |
| 2019  | MotoGP | Honda  | LCR Honda Castrol            | 35    | 19       | 0         | 3      | 0     | 0      | 133  | 9°   |
| 2020  | MotoGP | Honda  | LCR Honda Castrol            | 35    | 11       | 0         | 0      | 0     | 0      | 32   | 18°  |
| 2021  | MotoGP | Yamaha | Petronas Yamaha SRT          | 35    | 4        | 0         | 0      | 0     | 0      | 0    | 28°  |
| 2021  | MotoGP | Yamaha | Monster Energy Yamaha MotoGP | 35    | 4        | 0         | 0      | 0     | 0      | 0    | 28°  |
| Total | Total  | Total  | Total                        | Total | 172      | 3         | 19     | 4     | 4      | 1174 |      |

- * Temporada en curso.

#### Por Categorías
| Categoría | Temporadas | 1.er Gran Premio | 1.er Podio           | 1.ª Victoria         | Carreras | Victorias | Podios | Poles | V.Ráp. | Pts  | CM |
| --------- | ---------- | ---------------- | -------------------- | -------------------- | -------- | --------- | ------ | ----- | ------ | ---- | -- |
| MotoGP    | 2011–2021  | Catar 2011       | República Checa 2012 | República Checa 2016 | 172      | 3         | 19     | 4     | 4      | 1174 | 0  |
| Total     | 2011–2021  | 2011–2021        | 2011–2021            | 2011–2021            | 172      | 3         | 19     | 4     | 4      | 1174 | 0  |

#### Carreras por Año
(Carreras en negrita indica pole position, carreras en cursiva indica vuelta rápida)
| Año  | Categoría | Moto   | 1       | 2       | 3       | 4       | 5       | 6       | 7       | 8       | 9       | 10      | 11      | 12      | 13      | 14      | 15      | 16      | 17      | 18      | 19      | Pos  | Pts |
| ---- | --------- | ------ | ------- | ------- | ------- | ------- | ------- | ------- | ------- | ------- | ------- | ------- | ------- | ------- | ------- | ------- | ------- | ------- | ------- | ------- | ------- | ---- | --- |
| 2011 | MotoGP    | Yamaha | QAT 11  | SPA 8   | POR 8   | FRA Ret | CAT 7   | GBR DNS | NED 14  | ITA Ret | GER 14  | USA Ret | CZE Ret | IND 11  | RSM 10  | ARA 9   | JPN 11  | AUS Ret | MAL C   | VAL 4   |         | 12.º | 70  |
| 2012 | MotoGP    | Yamaha | QAT 4   | SPA 4   | POR 5   | FRA 8   | CAT 5   | GBR 6   | NED 5   | GER 8   | ITA 6   | USA 5   | IND Ret | CZE 3   | RSM Ret | ARA 4   | JPN Ret | MAL Ret | AUS 3   | VAL Ret |         | 7.º  | 151 |
| 2013 | MotoGP    | Yamaha | QAT 5   | AME 4   | SPA 5   | FRA 2   | ITA 3   | CAT Ret | NED 3   | GER 2   | USA 7   | IND 5   | CZE 17  | GBR 7   | RSM 6   | ARA 6   | MAL 6   | AUS 4   | JPN 7   | VAL Ret |         | 5.º  | 188 |
| 2014 | MotoGP    | Ducati | QAT 6   | AME Ret | ARG     | SPA Ret | FRA 11  | ITA Ret | CAT Ret | NED 9   | GER 10  | IND 8   | CZE Ret | GBR 12  | RSM 9   | ARA 3   | JPN Ret | AUS Ret | MAL Ret | VAL 5   |         | 13.º | 74  |
| 2015 | MotoGP    | Honda  | QAT 7   | AME 7   | ARG 3   | SPA 4   | FRA Ret | ITA Ret | CAT Ret | NED 6   | GER 7   | IND 8   | CZE Ret | GBR Ret | RSM 11  | ARA 7   | JPN 6   | AUS 7   | MAL 5   | VAL 9   |         | 8.º  | 125 |
| 2016 | MotoGP    | Honda  | QAT Ret | ARG Ret | AME 16  | ESP 11  | FRA Ret | ITA 11  | CAT 6   | NED 5   | GER 2   | AUT 15  | CZE 1   | GBR 2   | RSM 8   | ARA 5   | JPN 5   | AUS 1   | MAL Ret | VAL Ret |         | 7.º  | 141 |
| 2017 | MotoGP    | Honda  | QAT Ret | ARG 3   | AME 4   | SPA Ret | FRA 5   | ITA Ret | CAT 11  | NED 4   | GER 10  | CZE 5   | AUT 15  | GBR 4   | RSM 13  | ARA Ret | JPN Ret | AUS 5   | MAL 15  | VAL 8   |         | 9.º  | 112 |
| 2018 | MotoGP    | Honda  | QAT 4   | ARG 1   | AME 19  | SPA Ret | FRA 8   | ITA 6   | CAT 4   | NED 6   | GER Ret | CZE 5   | AUT 4   | GBR C   | RSM 3   | ARA Ret | THA 7   | JPN 2   | AUS DNS | MAL     | VAL     | 7.º  | 148 |
| 2019 | MotoGP    | Honda  | QAT 3   | ARG 13  | AME Ret | SPA 8   | FRA 9   | ITA 8   | CAT Ret | NED 7   | GER 3   | CZE 5   | AUT Ret | GBR 6   | RSM Ret | ARA 6   | THA 12  | JPN 5   | AUS 2   | MAL Ret | VAL Ret | 9.º  | 133 |
| 2020 | MotoGP    | Honda  | QAT C   | SPA DNS | AND 13  | CZE 13  | AUT 15  | EST 17  | RSM WD  | ERM     | CAT 10  | FRA Ret | ARA 8   | TER 11  | EUR Ret | VAL 13  | POR 13  |         |         |         |         | 18.º | 32  |
| 2021 | MotoGP    | Yamaha | QAT     | DOH     | POR     | SPA     | FRA     | ITA     | CAT     | GER     | NED     | EST 17  | AUT 17  | GBR 17  | ARA 16  | RSM     | AME     | MAL     | ALG     | VAL     |         | 28.º | 0   |

- * Temporada en curso.